# Matthias Männer
Matthias Männer (* 1976 in Mitterteich) ist ein Künstler aus Deutschland.

## Leben und Werk
Männer schafft Installation und beschäftigt sich mit Malerei. Seine Arbeiten muten, wie einer imaginären Welt entsprungen an, in der technoide und teils organisch anmutende Figuren die Oberhand gewonnen haben. In dieser fiktiven Welt, in der die Natur durch Technik bestimmt wird, herrschen die Dinge über das Leben. Seine Arbeiten setzen sich mit der Verdinglichung und den materiellen Wünschen unserer heutigen Gesellschaft auseinander.
Er lebt und arbeitet in München und ist Mitbegründer von raum500 Projektraum. Von 1998 bis 2005 studierte er an der Akademie der Bildenden Künste in München (bei Axel Kasseböhmer und Markus Oehlen).
2008 erhält er den Leonhard und Ida Wolf-Gedächtnispreis für Bildende Kunst von der Stadt München.

## Ausstellungen
- 'me.machine', Gallery Dina4 Projekte, München (solo), 2009
- 'Facebook', the drawing lab, Berlin,2009
- Gallery Baer, Dresden, 2009
- '3', Camp/Ringel-Garage, Projekt Raum, Düsseldorf, 2008
- 'Grauzone', Kunstarkaden, München, 2008
- 'most', La Fabrika, Prag, 2008[2]
- 'Päckchen für Kirgistan', Kyrgyz National Museum of Fine Arts, Bishkek / Kyrgyz Republic, 2008
- 'moonwalking', Konsortium, Projekt Raum, Düsseldorf, 2007
- 'Die Landung', kuratiert von Markus Oehlen, Galerie Noah, Augsburg, 2007

## Werke in öffentlichen Sammlungen
- Staatliche Graphische Sammlung München